# N-04E
docomo with series MEDIAS X N-04E（ドコモ ウィズシリーズ メディアス エックス エヌゼロヨンイー）は、NECカシオ モバイルコミュニケーションズによって開発された、NTTドコモの第3.9世代移動通信システム（Xi）と第3世代移動通信システム（FOMA）とのデュアルモード端末である。docomo with seriesのひとつ。

## 概要
N-07Dの事実上の後継機種で、基本的な性能は先にDisney Mobile on docomoシリーズとして発売されたN-03Eとほぼ同等である。
N-03Eに無い機能としておくだけ充電と「ブルーライトカットモード」機能と「スタンバイモード」機能が追加されているほか、microSDスロットが内蔵されている。おくだけ充電はMEDIASシリーズとしてはMEDIAS PP N-01D以来の搭載で、N-01Dでは不可能だった電池単体での充電も可能になった。また、初期搭載OSもN-03EのAndroid 4.0からAndroid 4.1へとバージョンが引き上げられている。ちなみに、MEDIASシリーズとしては初となるAndroid 4.1初期搭載モデルである。
「ブルーライトカットモード」は、パソコン用のメガネに近い仕組みとなっており、ディスプレイから発せられる光の中でもエネルギーが強いとされる波長の「ブルーライト（青色光）」を抑えるモード。設定するとブルーライトが約30％カットされ、画面全体がやや黄色味を帯び、ユーザーの目が疲れにくいようになる。設定は通知パネルにて行う。
また、「スタンバイモード」は、電源はONの状態ながら一切の通信を行わず、アラームなどの通知もしないモード。スタンバイモードのままで、約20日間ほど待機できる。ちなみに、スタンバイからの復帰は約0.6秒になる。
同梱のワイヤレスチャージャー N02を使用したおくだけ充電は、同じく同梱の専用スタンドにワイヤレスチャージャー N02をセットすれば、充電しながらワンセグやNOTTV、動画の視聴、ブラウザや写真の閲覧ができる。
なお、N-03Eと同じくNFCは搭載していない。
2013年夏モデル以降、ドコモのラインナップ見直しによりwithとNEXTが廃止されたため、本機種がwithとしての最終機種となった。

## 主な機能
| 主な対応サービス                                 | 主な対応サービス                         | 主な対応サービス                       | 主な対応サービス                                            |
| ------------------------------------------------ | ---------------------------------------- | -------------------------------------- | ----------------------------------------------------------- |
| タッチパネル／加速度センサー                     | Xi／FOMAハイスピード                     | Bluetooth                              | DCMX／おサイフケータイ／NFC／かざしてリンク／赤外線／トルカ |
| ワンセグ／モバキャス                             | メロディコール                           | テザリング                             | WiFi IEEE802.11a/b/g/n                                      |
| GPS                                              | ドコモメール／電話帳バックアップ         | デコメール／デコメ絵文字／デコメアニメ | iチャネル                                                   |
| エリアメール／ソフトウェアーアップデート自動更新 | デジタルオーディオプレーヤー(WMA)(MP3他) | GSM／3Gローミング（WORLD WING）        | フルブラウザ／Flash Player                                  |
| Google Play／dメニュー／dマーケット              | Gmail／Google Talk／YouTube／Picasa      | バーコードリーダ／名刺リーダ           | ドコモ地図ナビ／Google Maps／ストリートビュー               |

## 歴史
- 2013年1月22日 - NTTドコモより発表。
- 2013年2月22日 - 事前予約開始。
- 2013年3月1日 - 発売開始[9]。

## 不具合・アップデートなど
2013年6月20日のアップデート
- メール受信時、まれに携帯電話（本体）のバイブレータが正常に動作しない場合がある不具合を修正する。
- ビルド番号がA1000401からA1002011になる。

2013年9月19日のアップデート
- 通話中、意図せず通知パネルが開いてしまう場合がある不具合を修正する。
- ビルド番号がA1000401、A1002011からA1002601になる。